# Ewaryst Jakubowski

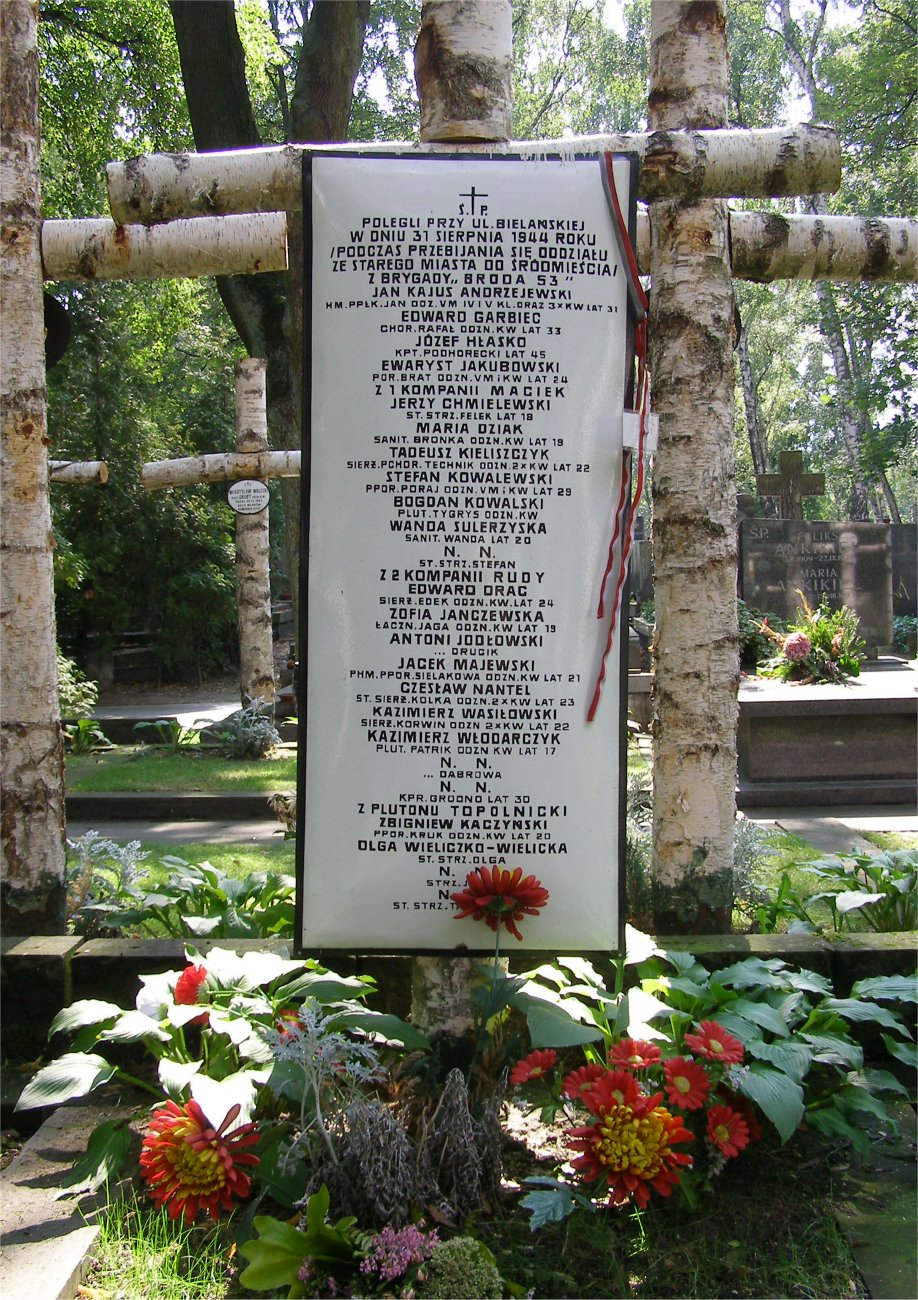
Powązki Wojskowe – polegli przy ul. Bielańskiej 31 sierpnia 1944

Ewaryst Franciszek Jakubowski ps. Brat, Dzieciak, vel Jan Zmasz, vel Jan Kulesza (ur. 14 października 1920 w Łodzi, zm. 31 sierpnia 1944 w Warszawie) – cichociemny, porucznik, adiutant dowódcy Brygady Dywersji „Broda 53", uczestnik powstania warszawskiego. Znajomość języków: niemiecki, angielski. Zwykły Znak Spadochronowy nr 0075, Bojowy Znak Spadochronowy nr 2088.

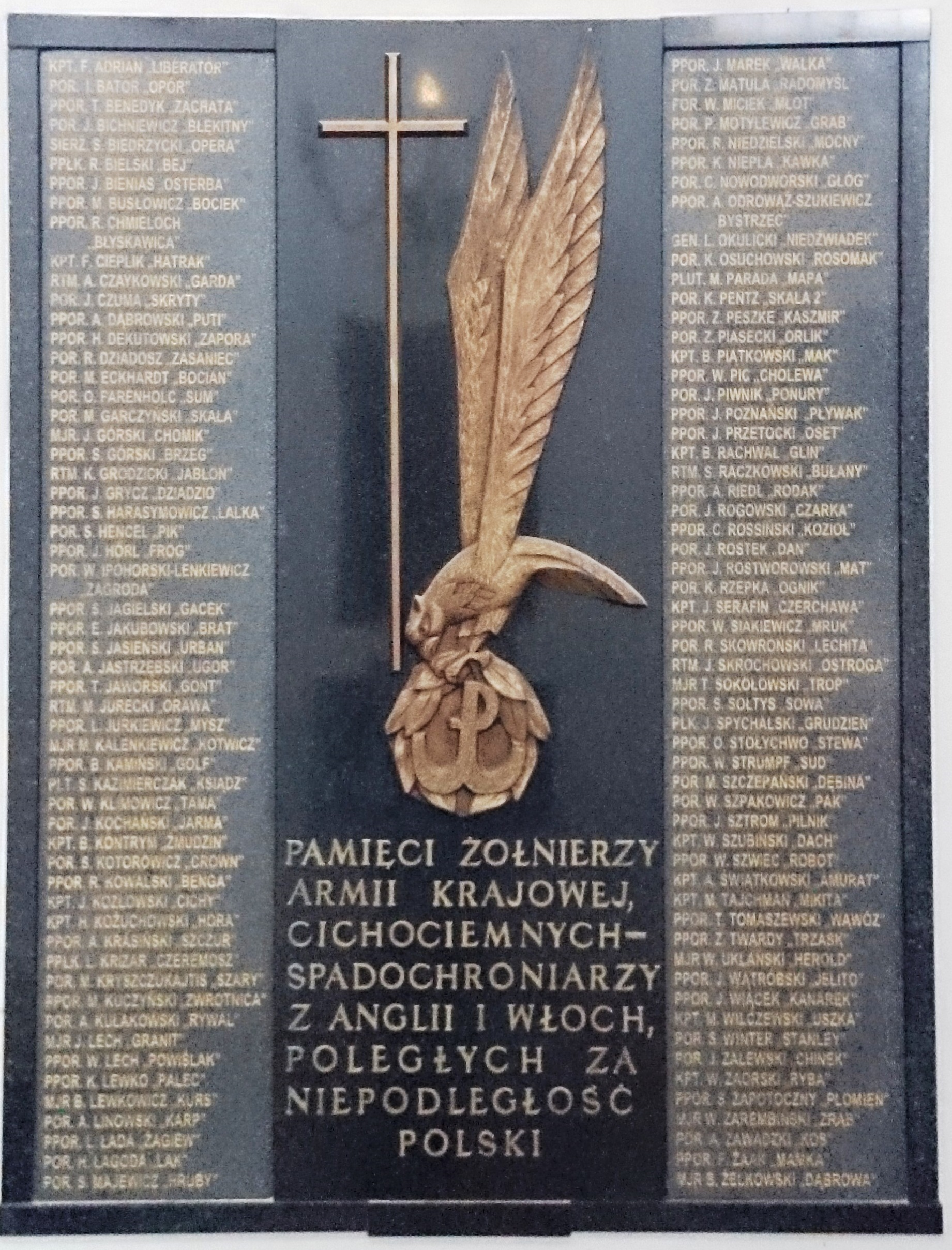
Tablica w kościele św. Jacka w Warszawie, upamiętniająca poległych cichociemnych, w tym Ewarysta Jakubowskiego

## Życiorys
Uczył się w szkole powszechnej w Wilnie, następnie od 1930 w Gimnazjum Państwowym im. J. Lelewela, gdzie w 1938 zdał egzamin dojrzałości. Podjął studia na Wydziale Architektury Politechniki Warszawskiej, od 1938 w Szkole Podchorążych Rezerwy Saperów w Modlinie.
W kampanii wrześniowej 1939 w batalionie podchorążych Centrum Wyszkolenia Saperów, w obronie linii Kozienice – Maciejowice, od 10 września zastępca dowódcy plutonu kompanii zmotoryzowanej saperów.  20 września 1939 przekroczył granicę z Węgrami, internowany w Esztergon Tabor. Uciekł, przez Jugosławię dotarł 6 kwietnia 1940 do Francji. Wstąpił do Polskich Sił Zbrojnych, przydzielony do 3 batalionu saperów 3 Dywizji Piechoty w St. Gemmes. Po upadku Francji ewakuowany do Wielkiej Brytanii, od czerwca przydzielony do 1 Samodzielnej Kompanii Saperów.
Zgłosił się do służby w kraju. Przeszkolony ze specjalnością w dywersji, na kursach specjalnych dla kandydatów na cichociemnych, m.in. dywersyjno – strzeleckim (STS 25, Inverlochy), podstaw wywiadu (STS 31, Bealieu), spadochronowym, prowadzenia pojazdów (samochody, motocykle), walki konspiracyjnej, odprawowym (STS 43, Audley End), i in. Zaprzysiężony na rotę ZWZ/AK 24 sierpnia 1942, awansowany na stopień podporucznika ze starszeństwem od 1 października 1942. 
Skoczył ze spadochronem do okupowanej Polski w nocy 1/2 października 1942, w operacji lotniczej „Gimlet”  z samolotu Halifax W-7774 „T” (138 Dywizjon RAF), na placówkę odbiorczą „Zamek” 210 (kryptonim polski, brytyjskie oznaczenie numerowe pinpoints), w okolicach miejscowości Pawłowice i Życzyn, 16 km od Dęblina. Razem z nim skoczyli: ppor. Marian Gołębiewski ps. Ster, ppor. Stanisław Jagielski ps. Gacek, por. Władysław Klimowicz ps. Tama, ppor. Ryszard Kowalski ps. Benga, ppor. Jan Poznański ps. Pływak.
Po skoku aklimatyzacja do realiów okupacyjnych, od listopada przydzielony jako oficer techniczny do oddziału Organizacji Specjalnych Akcji Bojowych („Osa”–„Kosa”). Od sierpnia 1943 przydzielony jako oficer administracyjno – techniczny do Biura Studiów Kedywu o kryptonimie „Apteka”. Od września 1943 do stycznia 1944 przydzielony do Kedywu Okręgu Kielce AK jako oficer, od 4 stycznia do marca 1944 jako dowódca, w bazie kieleckiej (zaopatrzenia) w Warszawie, działającej pod kryptonimem „Start IV”. Od kwietnia 1944 instruktor dywersji w Oddziale Dyspozycyjnym Kedywu „Broda 53”, a także instruktor szkoły dywersji o kryptonimie „Zagajnik”.

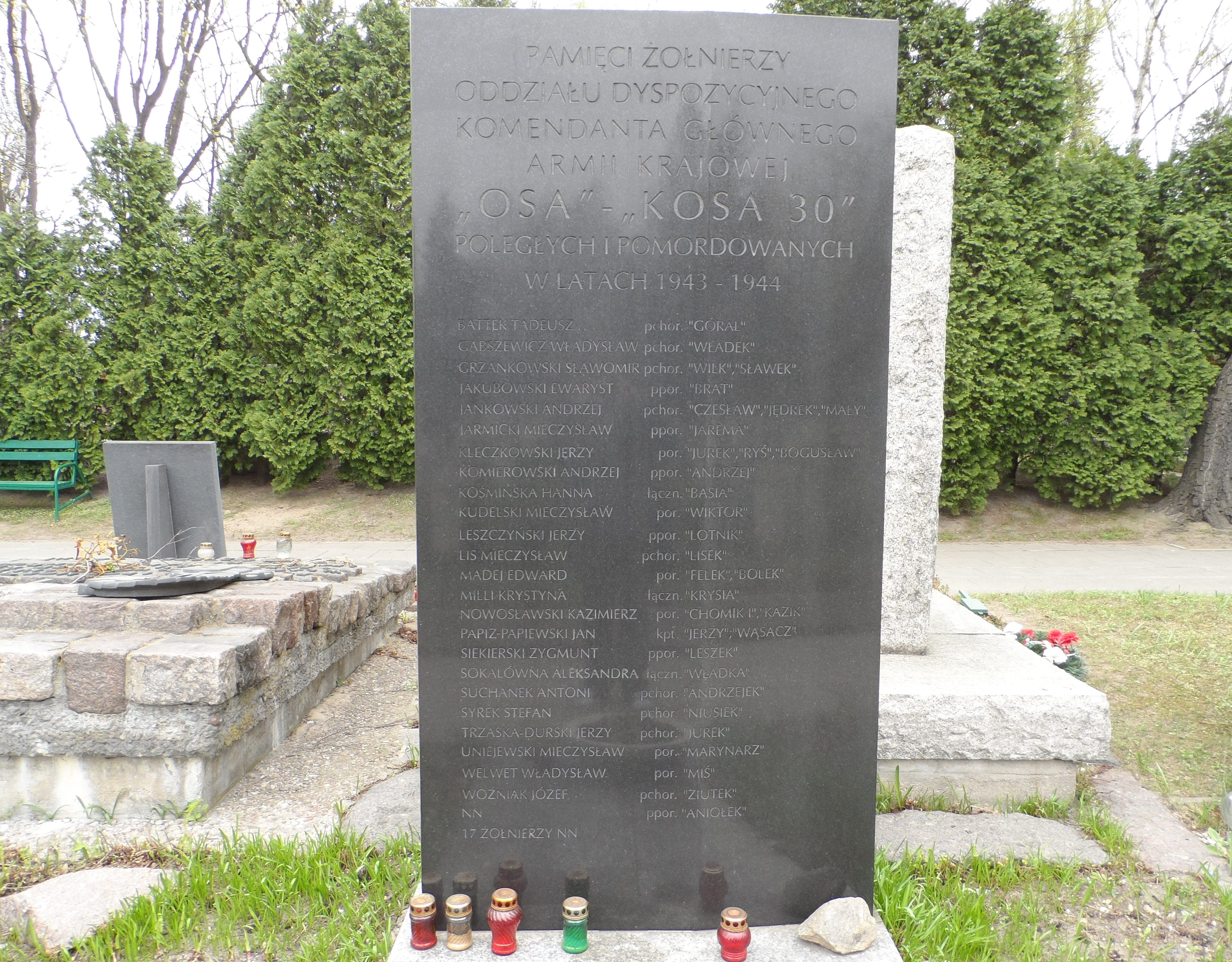
Tablica na wojskowych Powązkach, upamiętniająca poległych i pomordowanych żołnierzy „Osy”-„Kosy” z nazwiskiem Jakubowskiego

W powstaniu warszawskim jako adiutant mjr Jana Kajusa Andrzejewskiego ps. Jan, dowódcy Brygady Dywersji „Broda 53”, wchodzącej w skład Zgrupowania „Radosław”. Uczestniczył w walkach na Woli, Muranowie oraz Starym Mieście. Poległ w nocy 31 dnia powstania warszawskiego w walkach powstańczych przy ul. Bielańskiej, gdy wraz z innymi żołnierzami oddziału przebijał się ze Starego Miasta do Śródmieścia. Miał 24 lata. Polegli wtedy także m.in.: Czesław Nantel, Józef Hłasko, Jan Kajus Andrzejewski, Stefan Kowalewski. Pochowany na Cmentarzu Wojskowym na Powązkach w Warszawie w kwaterze żołnierzy batalionu „Zośka” (kwatera A20-5-13).
Ewaryst Jakubowski został odznaczony Krzyżem Walecznych i pośmiertnie Orderem Virtuti Militari z rozkazu Dowódcy AK nr 512 z 2 X 1944. Nr krzyża: 13377.

## Upamiętnienie
- W lewej nawie kościoła św. Jacka przy ul. Freta w Warszawie odsłonięto w 1980 roku tablicę Pamięci żołnierzy Armii Krajowej, cichociemnych – spadochroniarzy z Anglii i Włoch, poległych za niepodległość Polski. Wśród wymienionych 110 poległych cichociemnych jest Ewaryst Jakubowski.